# Borgella
Borgella é um género monotipo de briozoários pertencente à família Cerioporidae. A sua única espécie é Borgella pustulosa.
A espécie pode ser encontrada na Nova Zelândia.